# Уэст, Эрнест Эдисон
Эрнест Эдисон Уэст (2 сентября 1931 — 1 мая 2021) — отставной солдат армии США, удостоился высочайшей военной награды США — медали Почёта за свои действия в ходе Корейской войны.

## Биография
Родился 2 сентября 1931 года в г. Рассел, штат Кентукки. Был сиротой, вырос в детском доме методистской церкви в г. Версаль, штат Кентукки. Переехал в г. Вуртланд и устроился на работу в компанию Chesapeake and Ohio Railway (C&O Railway) (сейчас CSX Transportation).
Был призван в армию из г. Вуртланд в 1950 году. По состоянию на 2 октября 1952 года служил рядовым первого класса в роте L 14-го пехотного полка 25-й пехотной дивизии. В этот день его часть попала в засаду близ Сатаери. Уэст пробился сквозь плотный огонь, чтобы спасти своего раненого командира капитана Джорджа Гайвдина. В то время как он тащил раненого в безопасное место, его атаковали трое солдат противника. Уэст заслонил командира своим телом и перестрелял противников из винтовки, получив при этом рану, впоследствии приведшую к потере глаза. Несмотря на ранение он остался на поле боя и помогал в эвакуации раненых и в один момент убил ещё троих вражеских солдат. За свои действия он спустя год (29 января 1954 года) был награждён медалью Почёта.
Вернулся домой несколько лет спустя награждения медалью Почёта. По возвращении с военной службы Уэст вернулся обратно на работу в C&O Railway.. Хотя первоначально его не хотели брать обратно из-за увечья, руководство компании изменило своё мнение после звонка из министерства по делам ветеранов.
В последнее время проживал в г. Вуртланд, штат Кентукки.
Уэст скончался 1 мая 2021 года в возрасте 89 лет в медицинском центре св. Марии в г. Хантингтон, штат Западная Виргиния Был погребён на кладбище ветеранов штата Кентукки в своём округе.

### Наградная запись к медали Почёта
Рядовой первого класса Уэст отличился благодаря выдающейся храбрости при выполнении и перевыполнении долга службы в бою с противником. Он добровольно вызвался сопровождать группу, отряжённую для обнаружения и уничтожения вражеского аванпоста. Приблизившись к цели патруль, попал в засаду и понёс многочисленные потери. Заметив, что командир лежит раненый на открытой местности рядовой первого класса Уэст приказал солдатам отступать, а сам под плотным огнём прорвался к раненому и помог ему. В ходе эвакуации он был атакован тремя вражескими солдатами, обстрелявшими его из стрелкового оружия и забросавшие гранатами. Уэст немедленно заслонил своим телом офицера и перебил противников из винтовки, затем дотащил беспомощного командира до безопасного места. В ходе этой стычки он был тяжело ранен и потерял глаз, но мужественно вернулся через плотный огонь и обстреливаемую снарядами местность, чтобы помогать раненым. Во время эвакуации двух товарищей он убил ещё троих противников. Своим неукротимым духом, непревзойденной храбростью и бесстрашием он вдохновил всех, кто наблюдал за ним и заслужил высочайшую честь для себя и поддержал почётные традиции военной службы.
Оригинальный текст (англ.)
Pfc. West distinguished himself by conspicuous gallantry above and beyond the call of duty in action against the enemy. He voluntarily accompanied a contingent to locate and destroy a reported enemy outpost. Nearing the objective, the patrol was ambushed and suffered numerous casualties. Observing his wounded leader lying in an exposed position, Pfc. West ordered the troops to withdraw, then braved intense fire to reach and assist him. While attempting evacuation, he was attacked by 3 hostile soldiers employing grenades and small-arms fire. Quickly shifting his body to shelter the officer, he killed the assailants with his rifle, then carried the helpless man to safety. He was critically wounded and lost an eye in this action. but courageously returned through withering fire and bursting shells to assist the wounded. While evacuating 2 comrades, he closed with and killed 3 more of the foe. Pfc. West's indomitable spirit, consummate valor, and intrepid actions inspired all who observed him, reflect the highest credit on himself, and uphold the honored traditions of the military service.
— 